# 久保田和恵
久保田 和恵（くぼた かずえ、1972年 - ）は、元陸上競技選手（スプリンター）。専門は400m。高校生で日本選手権400mを2連覇した。

## 経歴
1984年、小学校6年生の時、群馬県小学校陸上教室記録会にて、100mと400mリレー（アンカー）で優勝。1988年、群馬女子短期大学附属高等学校（現高崎健康福祉大学高崎高等学校）入学後、吉沢賢二監督の下で素質が開花。
1989年、日本選手権女子400mで高校2年生ながら優勝の快挙。翌1990年、日本選手権女子400mで2連覇。インターハイ400mで優勝。酷暑の中でタイムは当時のジュニア日本記録歴代4位の54秒18。国体1500mでは2位だった。
同1990年、全国高校女子駅伝4区3㎞でトップで襷（タスキ）を受け、2位市立船橋2年杉村奈美（のちリクルート。1500m元日本記録保持者、元ジュニア日本記録保持者、及び現U20日本記録歴代3位）との差を9秒から27秒に広げ区間1位の9:28をマークし、最終5区にタスキを手渡す前に勝負を決定づけ、チーム初優勝を飾った。また、同区間4区には杉村（区間8位, 9:46）の他、埼玉栄2年徳田由美子（のち中央大。800m元日本記録保持者 ）も出走し区間2位の9:30をマークした。
万能選手として知られ、800m走でも1990年8月25日に2分09秒07の好タイムを出している。